# Lijst van stripreeksen
Deze lijst van stripreeksen is bedoeld als alfabetisch repertorium van titels van stripreeksen met eventueel het land (of de landen) van herkomst van de reeks en/of de maker(s). Het begrip stripreeks kan ruim worden opgevat: een serie publicaties van stripverhalen waarin vaak dezelfde personages de hoofdrol spelen. Ze worden uitgebracht in onder meer kranten, tijdschriften en (een serie van) albums, op het web en als reclamemateriaal.
| Strip | Land                                  |
| --- | ------------------------------------- |
| 3hoog | Nederland                             |
| 40 hours | Nederland                             |
| 421 | België                                |
| 666 | Frankrijk                             |
| Aâma | Zwitserland                           |
| Aafje Anders | Nederland                             |
| Aasgieren, De | België                                |
| Adler | België                                |
| Adolf, die Nazi-Sau | Duitsland                             |
| Adrianus | Nederland                             |
| Age of Adventure | Japan                                 |
| Agence Hardy | Frankrijk                             |
| Agent 212 | België                                |
| Agent 327 | Nederland                             |
| Agent Orange | Nederland                             |
| Ah! My Goddess! | Japan                                 |
| Airborne 44 | België                                |
| Akira | Japan                                 |
| Alain Chevallier | België                                |
| Albatros | Frankrijk                             |
| Albert en Co | België                                |
| Aldebaran | Frankrijk                             |
| Alchemist, De | Frankrijk                             |
| Alef-Thau | Frankrijk                             |
| Alex - De reizen van Alex - Historische personages - Alex senator - De jeugd van Alex | Frankrijk                             |
| Alex senator | Frankrijk                             |
| Alexis | België                                |
| Alfa | België                                |
| Ali Bamba | België                                |
| Alias Ego | Nederland                             |
| Alice en Leopold | België                                |
| Allan Mac Bride | Frankrijk                             |
| Alleen | België                                |
| Alter ego | België                                |
| Altor | Frankrijk                             |
| Alvin Norge | België                                |
| Amazonia | Frankrijk                             |
| Ambionix | België                                |
| Ambrosius | Nederland                             |
| American Vampire | Verenigde Staten                      |
| Amoras | België                                |
| André van Duin - Wibo & Gorp | Nederland                             |
| Andreas de Florentijn | België                                |
| Angel Beats! | Japan                                 |
| Angel Wings | Frankrijk                             |
| Angela en René | Frankrijk                             |
| Anita | Nederland                             |
| Annie en Peter | België                                |
| Antares | Frankrijk                             |
| Apache Junction | Nederland                             |
| Apollo no Uta | Japan                                 |
| Apostata | België                                |
| Appie Happie | Nederland                             |
| Appie Kim | Nederland                             |
| Arad en Maya | Nederland                             |
| Aram | Nederland                             |
| Archie, de man van staal | Verenigd Koninkrijk, Nederland        |
| Archie Cash | België                                |
| Ardeur | Frankrijk                             |
| Argonautjes, De | Nederland                             |
| Argus | Nederland                             |
| Aria | België                                |
| Arkel | België                                |
| Arman en Ilva | Nederland                             |
| Arme Lampil | België                                |
| Arno | Frankrijk                             |
| Arthur | Frankrijk                             |
| Arq | Duitsland                             |
| Asgard | Frankrijk                             |
| Asterix | Frankrijk                             |
| Athi | Nederland                             |
| Attack on Titan | Japan                                 |
| Attila | België                                |
| Auguria | Nederland                             |
| Aurora & Ulysses, Centauren | België                                |
| The Avengers | Verenigde Staten                      |
| De Aventoeren fan Hotze Klots | Friesland                             |
| Axa | Verenigd Koninkrijk                   |
| Axel Moonshine | Frankrijk                             |
| Aya uit Yopougon | Frankrijk, Ivoorkust                  |
| Ayak + Por | Nederland                             |
| Ayako | Japan                                 |
| Aymone | België                                |
| Azumanga Daioh | Japan                                 |
| Azumi | Japan                                 |
| B.C. | Verenigde Staten                      |
| Baard en Kale | België                                |
| Badlands | Frankrijk                             |
| Banjers, De | België                                |
| Bakelandt | België                                |
| Bakemono | Frankrijk                             |
| Bakuman | Japan                                 |
| Bamse | Zweden                                |
| Bandonéon | België                                |
| Barbara (manga) | Japan                                 |
| Barbara Kruidje-roer-me niet | België                                |
| Barbarella | Frankrijk                             |
| Barelli | België                                |
| Baron van Tast | Nederland                             |
| Barracuda | Frankrijk                             |
| Bart Simpson | Verenigde Staten                      |
| Bart Simpson's Treehouse of Horror | Verenigde Staten                      |
| Bassie en Adriaan | Nederland                             |
| Batman | Verenigde Staten                      |
| Battle Royale | Japan                                 |
| Beast | Spanje                                |
| Beatifica Blues | België                                |
| Beeld van Amok | Frankrijk                             |
| Beestjes | Nederland                             |
| Belle of the ballet | Verenigd Koninkrijk                   |
| Belvedere | Verenigde Staten                      |
| Benjamin | België                                |
| Benjamin et Benjamine | België                                |
| Berentand | België                                |
| Berserk | Japan                                 |
| Bert | België                                |
| Bert J. Prulleman | Nederland                             |
| Bernard Prince | België                                |
| Bernard Voorzichtig | Nederland                             |
| Bessy | België                                |
| Bessie Turf | Verenigd Koninkrijk                   |
| Betelgeuze | Frankrijk                             |
| Betty & Dodge | België                                |
| Betty Boop | Verenigde Staten                      |
| Beverpatroelje, De | België                                |
| Bezette Stad | België                                |
| Bff's | Frankrijk                             |
| Biebel | België                                |
| Bielzenblues | Nederland                             |
| Biep en Zwiep | België                                |
| Biggles (Studio Vandersteen) | België                                |
| Biggles (Francis Bergèse, Michel Oleffe, Éric Loutte en Frank Leclercq) | Frankrijk, België                     |
| Bij Sjaak, tussen pot en pint | België                                |
| Billie Turf - Bessie Turf | Verenigd Koninkrijk                   |
| Billy Hattaway | Spanje                                |
| Billy the Cat | België                                |
| Bingo | Zaïre                                 |
| Birre Beer | Nederland                             |
| Bizu | Frankrijk                             |
| Black Hills | België                                |
| Black Jack | Japan                                 |
| Black Lagoon | Japan                                 |
| Black Op | België                                |
| Blacksad | Spanje                                |
| Blade | Verenigde Staten                      |
| Blake en Mortimer | België                                |
| Blauwbloezen, De | België                                |
| Blazer Drive | Japan                                 |
| Bleach | Japan                                 |
| Bliksem | België                                |
| Blondie | Verenigde Staten                      |
| Blondie en Blinkie | België                                |
| Blook | Nederland                             |
| Bloom County | Verenigde Staten                      |
| Blue Exorcist | Japan                                 |
| Blueberry - De jonge jaren van Blueberry - Luitenant Blueberry - Marshall Blueberry | Frankrijk                             |
| Bob de beer | Nederland                             |
| Bob Evers | Nederland                             |
| Bob Fish | Frankrijk                             |
| Bob Morane | België                                |
| Boeboeks | België                                |
| Boerke | België                                |
| Boes | Nederland                             |
| Bokke Heidehipper | Friesland                             |
| Boku no Songoku | Japan                                 |
| Bollie en Billie | België                                |
| Bommelsaga | Nederland                             |
| Bone | Verenigde Staten                      |
| Borgia | Frankrijk                             |
| Bosliefje | België                                |
| Bouncer | Frankrijk                             |
| Bram Jager en zijn buur | België                                |
| Brammetje Bram | België                                |
| Brave Dan | Japan                                 |
| Brick Bradford | Verenigde Staten                      |
| Brieven uit de bar | België                                |
| Bringing Up Father | Verenigde Staten                      |
| Bristow | Verenigd Koninkrijk                   |
| Brougue | België                                |
| Bruce J. Hawker | België                                |
| Bruintje Beer | Verenigd Koninkrijk                   |
| Bruno | Verenigde Staten                      |
| Bruno Brazil | België                                |
| BRZRKR | Verenigde Staten                      |
| Buck Danny | België                                |
| Buck Ryan | Verenigd Koninkrijk                   |
| Bud Broadway | Nederland                             |
| Buddha | Japan                                 |
| Buddy Longway | Zwitserland                           |
| Bulletje en Bonestaak | Nederland                             |
| Bunbun | Nederland                             |
| Bunny Drop | Japan                                 |
| Burka babes | Nederland                             |
| Cactus Club | Frankrijk, België                     |
| Caesar en Josientje | België                                |
| Café Cowala | België                                |
| Canardo | België                                |
| Candy Candy | Japan                                 |
| Captain America | Verenigde Staten                      |
| Captain Ken | Japan                                 |
| Capricornus | Duitsland                             |
| Cara en Calebas | België                                |
| Carbeau - barones & bolides | Nederland                             |
| Cardcaptor Sakura | Japan                                 |
| Carmen Mc Callum | Frankrijk                             |
| Carol Day | Verenigd Koninkrijk                   |
| Carol, detective | België                                |
| Carolina Yes | Denemarken                            |
| Caroline Baldwin | België                                |
| Carthago | Frankrijk                             |
| Casper het vriendelijke spookje | Verenigde Staten                      |
| Casper en Hobbes | Verenigde Staten                      |
| Cassio | België                                |
| Castel Armer | België                                |
| Cédric | België                                |
| Centaurus | Frankrijk                             |
| Cerebus | Canada                                |
| Change 123 | Japan                                 |
| Charlotte | België                                |
| Charmed | Verenigde Staten                      |
| Charlotte, De avonturen van | België                                |
| Charly | België                                |
| Charmed: Season 9 | Verenigde Staten                      |
| Chelsy | België                                |
| Chick Bill de Cowboy | België                                |
| Chikyu o nomu | Japan                                 |
| Chimère(s) 1887 | Frankrijk                             |
| Chinaman | Frankrijk                             |
| Chip 'n' Dale | Verenigde Staten                      |
| Chlorophyl | België                                |
| Chobits | Japan                                 |
| Chojin Taikei | Japan                                 |
| Claire | Nederland                             |
| Claudia Brücken | Nederland                             |
| Claudia de Vampierridder | Frankrijk                             |
| Claymore | Japan                                 |
| Cliff Rendall | Nederland                             |
| Clifton | België                                |
| Chninkel, De | België                                |
| Cobalt | België                                |
| Cocco Bill | Italië                                |
| Comanche | België                                |
| Conan de avonturier | Frankrijk                             |
| Cor Daad | Nederland                             |
| Cor Morelli | Nederland                             |
| Corentin | België                                |
| Corto Maltese | Italië                                |
| Cosa Nostra | Frankrijk                             |
| Costa | België                                |
| Cotton Kid | Frankrijk                             |
| Cowboy Henk | België                                |
| Cranach van Morganloup | België                                |
| Crayon Shin-chan | Japan                                 |
| Cristal | Frankrijk                             |
| Cromwell Stone | Duitsland                             |
| Čtyřlístek | Tsjechië                              |
| Cupido | België                                |
| Cutie B | China                                 |
| Cyanide & Happiness | Verenigde Staten                      |
| Cyclus van Cyann | Frankrijk                             |
| D-Frag! | Japan                                 |
| D.Gray-man | Japan                                 |
| D.N.Angel | Japan                                 |
| Daan Durf | Verenigd Koninkrijk                   |
| Dad | Frankrijk                             |
| Dag en Heidi | België                                |
| Dallas Barr | België                                |
| Dan Cooper | België                                |
| Dani Futuro | Spanje                                |
| Daniël Jaunes | België                                |
| Dayak | Frankrijk                             |
| De 4 helden | België                                |
| De 5 Rijken | Frankrijk                             |
| De aantekeningen van Darwin | België                                |
| De Aasgieren | België                                |
| De adelaars van Rome | België                                |
| De Alchemist | Frankrijk                             |
| De Alsjemaar Bekend Band | Nederland                             |
| De Argonautjes | Nederland                             |
| De avonturen van Bello | Nederland                             |
| De avonturen in Diamantland | Nederland                             |
| De avonturen van de 3L | België                                |
| De avonturen van een dappere musketier | België                                |
| De avonturen van een vader en zijn zoon | België                                |
| De avonturen van Freddy Lombard | Frankrijk                             |
| De avonturen van Giel en Maria | België                                |
| De avonturen van Jo, Suus en Jokko | België                                |
| De avonturen van Johan en Stefan | België                                |
| De avonturen van K3 | België                                |
| De avonturen van Kid Lucky | België                                |
| De avonturen van Kuifje | België                                |
| De avonturen van Pa Pinkelman | Nederland                             |
| De avonturen van Philip en Francis | Frankrijk                             |
| De Avonturen van Piet Fluwijn en Bolleke | België                                |
| De avonturen van Rudi (of Judi) | België                                |
| De avonturen van Tommeke | België                                |
| De balling | België                                |
| De Banjers | België                                |
| De Beestenburcht | Frankrijk                             |
| De Beverpatroelje | België                                |
| De blanke lama | Frankrijk                             |
| De Blauwbloezen | België                                |
| De boeman | Frankrijk                             |
| De Boss | België, Frankrijk                     |
| De brokkenmakers | België                                |
| De Campbells | Spanje                                |
| De Chninkel | België                                |
| De cyclus van Cyann | Frankrijk                             |
| De daverende daden van Dees Dubbel en Cesar | België                                |
| De dagelijkse worsteling | Frankrijk                             |
| De Drabbels | Frankrijk                             |
| De Duistere Steden | België                                |
| De Duivels van Alexia | België                                |
| De dwaze monnik | België                                |
| De eeuwige oorlog | België                                |
| De fantastische avonturen van Isabelle Avondrood | Frankrijk                             |
| De Familie Achterop | Verenigde Staten                      |
| De Familie Doorzon | Nederland                             |
| De Familie Fortuin | Nederland                             |
| De Familie Kleester | België                                |
| De Familie Snoek | België                                |
| De Farao's van Alexandrië | Zwitserland                           |
| De Flintstones | Verenigde Staten                      |
| De fotograaf | Frankrijk                             |
| De gefrustreerden | Frankrijk                             |
| De Generaal | Nederland                             |
| De Geverniste Vernepelingskes | België                                |
| De Geuzen | België                                |
| De Gezant | Frankrijk                             |
| De gezellen van de schemering | Frankrijk                             |
| De Gowap | België                                |
| De groene koning | België                                |
| De Grote Dode | Frankrijk                             |
| De guitenstreken van Kwik en Flupke | België                                |
| De Havik | Frankrijk                             |
| De heer Vastenavond van As | België                                |
| De Huurling | Spanje                                |
| De Incal | Frankrijk                             |
| De Janitor | België                                |
| De Jetsons | Verenigde Staten                      |
| De jeugd van Alex | Frankrijk                             |
| De Jolige Jungle | Frankrijk                             |
| De jonge Albert | Frankrijk                             |
| De jonge jaren van Blueberry | Frankrijk                             |
| De jonge jaren van Oom Dagobert | Verenigde Staten                      |
| De Joodse Brigade | België                                |
| De Kannibrallen | Frankrijk                             |
| De kapers van Alcibiade | België                                |
| De Kat | België                                |
| De kat van de rabbijn | Frankrijk                             |
| De Katamarom | België                                |
| De Kennedy Files | Nederland                             |
| De Kiekeboes | België                                |
| De kinderen van de wind | Frankrijk                             |
| De Klaagzang van de Verloren Gewesten | België                                |
| De Klauwen van het Moeras | Frankrijk                             |
| De Kleine Robbe | België                                |
| De Koene Ridder | België                                |
| De Kriegels | België                                |
| De Krobbels | België                                |
| De Kronieken van Amoras | België                                |
| De Kronieken van Panchrysia | België                                |
| De laatste tempelier | Brazilië                              |
| De Lincoln Branch | België                                |
| De Labourdets | Frankrijk                             |
| De Legendariërs | Frankrijk                             |
| De legende van Manos Kelly | Spanje                                |
| De legende der dorre gewesten | Frankrijk                             |
| De lemen troon - De glazen kroon | Frankrijk                             |
| De Leukebroeders | Nederland                             |
| De lichten van de Amalou | Frankrijk                             |
| De Lustige Kapoentjes | België                                |
| De lustige zwervers | België                                |
| De Macaroni's | Nederland                             |
| De man van het kasteel | België                                |
| De Mazdabende | België                                |
| De meesters van de gerst | België                                |
| De metabaronnen | Frankrijk                             |
| De minderbroedersschool | Frankrijk                             |
| De Minimensjes | België                                |
| De oneven orde | Nederland                             |
| De ongelofelijke avonturen van Kobijn | Frankrijk                             |
| De onnoembaren | België                                |
| De onvrijwillige avonturen van Stam & Pilou | België                                |
| De Orde van de Drakenridders | Frankrijk                             |
| De ouwe blauwe | België                                |
| De panters | België                                |
| De Paparazzi | België                                |
| De Partizanen | Joegoslavië                           |
| De Partners | Nederland                             |
| De Pfaffs | België                                |
| De poolster | België                                |
| De Prins van de Nacht | België                                |
| De Psy | België                                |
| De Ratten | Frankrijk                             |
| De ravottersclub | Frankrijk                             |
| De Rechter | Nederland                             |
| De reizen van Alex | Frankrijk                             |
| De reizen van Tristan | Frankrijk                             |
| De reportages van Lefranc | Frankrijk                             |
| De Ridder | België                                |
| De Rioolkoninkjes | België                                |
| De Rochesters | België                                |
| De Rode Kater | Nederland                             |
| De rode keizerin | Frankrijk                             |
| De Rode Ridder | België                                |
| De Romeinen | Nederland                             |
| De Rovers van Clwyd-Rhan | Nederland                             |
| De rovers van keizerrijken | België                                |
| De Ruyter | Nederland                             |
| De Schorpioen | België                                |
| De Sliert | België                                |
| De slang en de speer | Frankrijk                             |
| De Smurfen | België                                |
| De speurders-avonturen van Edmund Bell | België                                |
| De Spoorstraat | Nederland                             |
| De sterre-avonturen van Roco Vargas | Spanje                                |
| De Strangers | België                                |
| De Stuntels | Nederland                             |
| De Superjhemp | Luxemburg                             |
| De Technovaders | België                                |
| De torens van Schemerwoude | België                                |
| De Tovenaar van Fop | Verenigde Staten                      |
| De vampier van Benares | Frankrijk                             |
| De verhalen van Oom Wim | België                                |
| De verlichte markiezin | Frankrijk                             |
| De Vier van Bakerstreet | Frankrijk                             |
| De vierde kracht | Argentinië                            |
| De Vijf | Frankrijk                             |
| De Vloek van Bangebroek | Nederland                             |
| De Voyageurs | België                                |
| De vrolijke vijf van de Edelweiss-school | België                                |
| De waters van Dodemaan | Frankrijk                             |
| De wereld van Edena | Frankrijk                             |
| De Werelden van Aldebaran | Frankrijk                             |
| De werelden van Thorgal | België                                |
| De wind der goden | Frankrijk                             |
| De wind in de wilgen | Frankrijk                             |
| De wind in de woestijn | Frankrijk                             |
| De Witte Ruiter | België                                |
| De Woestijnschorpioenen | Italië                                |
| De wondersloffen van Sjakie | Verenigd Koninkrijk                   |
| De wouden van Opaal | Frankrijk                             |
| De wraak van graaf Skarbek | België                                |
| De zeven levens van de sperwer - Roodmasker - Wuivende veder | Frankrijk                             |
| De Zappers | België                                |
| De zon der wolven | Frankrijk                             |
| De zoon van de arend | Frankrijk                             |
| DearS | Japan                                 |
| Death Note | Japan                                 |
| Death: The High Cost of Living | Verenigde Staten                      |
| Defenders | Verenigde Staten                      |
| Delgadito | Nederland                             |
| Demon King Daimao | Japan                                 |
| Dennis the Menace | Verenigde Staten                      |
| Detective Conan | Japan                                 |
| Detective Van Zwam | België                                |
| Diabolik | Italië                                |
| Diary of Ma-chan | Japan                                 |
| Dick Bos | Nederland                             |
| Dick Durfal | Nederland                             |
| Dick Tracy | Verenigde Staten                      |
| Dick van Bil | Nederland                             |
| Die onverbeterlijke Bas | België                                |
| Dientje | België                                |
| Digitaline | België                                |
| Dik van Dieren en zo | Nederland                             |
| Dilbert | Verenigde Staten                      |
| Diletta | Japan                                 |
| Dino's | Frankrijk                             |
| Dirk & Desiree | Nederland                             |
| DirkJan | Nederland                             |
| Dixie Road | België                                |
| Djinn | België                                |
| Doc Silver | België                                |
| Doggyguard | Frankrijk                             |
| Dokter Zwitser | België                                |
| Dokus de leerling | België                                |
| Dolf Staal | Nederland                             |
| Dolgedraaid (Paviljoenstraat 3) | Spanje                                |
| Domino | België                                |
| Dommel - Dommeltje | België                                |
| Domu: A Child's Dream | Japan                                 |
| Don Bosco | België                                |
| Don Dracula | Japan                                 |
| Donald Duck - De beste verhalen van Donald Duck - Vrolijke verhalen uit het weekblad Donald Duck - Donald Duck (pocketreeks) - Oom Dagobert, avonturen van een Steenrijke Eend - De jonge jaren van Oom Dagobert           | Verenigde Staten Nederland Italië     |
| Donito | Frankrijk                             |
| Donjon | Frankrijk                             |
| Donnington | België                                |
| Doonesbury | Verenigde Staten                      |
| Doraemon | Japan                                 |
| Doris Dobbel | België                                |
| Douwe Dabbert | Nederland                             |
| Dr. Slump | Japan                                 |
| Dragon Ball | Japan                                 |
| Drakenbloed | Frankrijk                             |
| Driftwereld | België                                |
| Dromen van een smulpaap | Verenigde Staten                      |
| Droppie Water | Nederland                             |
| Dubbelmasker | België                                |
| Duppie | Nederland                             |
| Durango | België                                |
| Dwaaskop | België                                |
| Dylan Dog | Italië                                |
| Echte Verhalen: De Buurtpolitie | België                                |
| Ed en Ad | België                                |
| Eefje Wentelteefje | Nederland                             |
| Een avontuur van Simon Hardy | België                                |
| Een godverdomse klootzak | Frankrijk                             |
| Een moordenaar die met vogels praat | België                                |
| Een nieuw begin | België                                |
| Eikels | Nederland                             |
| Ekhö, de spiegelwereld | Frankrijk                             |
| Elfen | Frankrijk                             |
| Elfquest | Verenigde Staten                      |
| Élixers | Portugal, Frankrijk                   |
| Elke raaf pikt | Frankrijk                             |
| Ellis group | Frankrijk                             |
| Elsje | Nederland                             |
| En daarmee Basta! | België                                |
| Epoxy | België                                |
| Eppo | Nederland                             |
| Equator | België                                |
| Ergün de dolende | België                                |
| Eric de Noorman - Erwin de Noorman | Nederland                             |
| Eric en Bezaan | België                                |
| Erik en Opa | Nederland                             |
| Erwin | Nederland                             |
| Esteban | Frankrijk                             |
| Esther Verkest | België                                |
| Ethan Ringler, Federal Agent | Frankrijk                             |
| Eugène | Nederland                             |
| Eva en Adam | Nederland, België                     |
| Evert Kwok | Nederland                             |
| Excalibur | Frankrijk                             |
| Excellentie | Denemarken                            |
| F.C. De Kampioenen | België                                |
| F.C. Knudde | Nederland                             |
| Fables | Verenigde Staten                      |
| Fabulous Furry Freak Brothers | Verenigde Staten                      |
| Fairy Tail | Japan                                 |
| Falco en Donjon | Nederland                             |
| Falkenberg | België                                |
| Fann het leeuwekind | België                                |
| Fantastic Four | Verenigde Staten                      |
| Faust | Nederland                             |
| Felix de Kat | Verenigde Staten                      |
| Ferd'nand | Denemarken                            |
| Fflint | Nederland                             |
| Fiedelflier | Nederland                             |
| Figaro | België                                |
| Filip & Mathilde | België                                |
| Fist of the North Star | Japan                                 |
| Fix & Foxi | Duitsland                             |
| Final Crisis | Verenigde Staten                      |
| Flash Gordon | Verenigde Staten                      |
| Flip Flink | België                                |
| Flipje | Nederland                             |
| Flippie Flink (Amerikaanse stripreeks) | Verenigde Staten                      |
| Flippie Flink (Nederlandse stripreeks) | Nederland                             |
| Flo | Nederland                             |
| Flook | Verenigd Koninkrijk                   |
| Floris | Nederland                             |
| Floris van Dondermonde | Nederland                             |
| Fokke & Sukke | Nederland                             |
| Fokkie Flink | Nederland                             |
| Fortuinzoekers | België                                |
| Foufi | België                                |
| Fox | België                                |
| Frank, de Vliegende Hollander | Nederland                             |
| Franka | Nederland                             |
| Fred Basset | Verenigd Koninkrijk                   |
| Freddy Lombard, De avonturen van | Frankrijk                             |
| Fritz de Kat | Verenigde Staten                      |
| From Hell | Verenigd Koninkrijk                   |
| Frommeltje en Viola | België                                |
| Full Moon o Sagashite | Japan                                 |
| Fullmetal Alchemist | Japan                                 |
| Fushigi na Melmo | Japan                                 |
| Fusuke Fuunroku | Japan                                 |
| G. Raf Zerk | België                                |
| Gaaibaai | Nederland                             |
| Gabbers | Nederland                             |
| Game Over | België                                |
| Garage Isidoor | België                                |
| Garfield | Verenigde Staten                      |
| Garfield Minus Garfield | Ierland                               |
| Garth | Verenigd Koninkrijk                   |
| Gastoon | België                                |
| Geharrebar | Nederland                             |
| Geharrewar tussen Pieter Pook en Molleke | België                                |
| Geheim van de tijd | Nederland                             |
| Gen 13 | Verenigde Staten                      |
| Gen Barrevoets in Hiroshima | Japan                                 |
| Gemengd dubbel | Nederland                             |
| German en wij... | België                                |
| Getekend, Marc de Bel | België                                |
| Ghost in the Shell | Japan                                 |
| Giacomo C. | België                                |
| Gieren | België                                |
| Gil Sinclair | België                                |
| Gilles de Geus | Nederland                             |
| Gilles Durance | Frankrijk                             |
| Ginger | België                                |
| Gloria van Goes | Nederland                             |
| Gnorm Gnat | Verenigde Staten                      |
| Godin wit, godin zwart | België                                |
| Goeroe | Nederland                             |
| Golgo 13 | Japan                                 |
| Gon | Japan                                 |
| Gord (strip) | België                                |
| Govert Suurbier | België                                |
| Gravitation | Japan                                 |
| Green Manor | België                                |
| Grens | België                                |
| Gringo | Japan                                 |
| Grote Pyr | Nederland                             |
| Gully | Frankrijk                             |
| Gun Law | Verenigd Koninkrijk                   |
| Gung ho | Duitsland                             |
| Gunslinger Girl | Japan                                 |
| Gutsman | Nederland                             |
| Guus Slim | België                                |
| Guust - Gastoon | België                                |
| Haagse Harry | Nederland                             |
| Haas | Nederland                             |
| Hachimitsu to Clover | Japan                                 |
| Hägar de Verschrikkelijke | Verenigde Staten                      |
| Hajime no Ippo | Japan                                 |
| Halloween Blues | België                                |
| Han & Hanneke | Nederland                             |
| HAND | België                                |
| Hannah | Frankrijk                             |
| Hans | België                                |
| Hansje | België                                |
| Harald de Viking | België                                |
| Harlekijn | België                                |
| Harry Dickson | België                                |
| Harry Humus | België                                |
| Hassan en Kaddoer | België                                |
| Hato yo Ten Made | Japan                                 |
| Havank | Nederland                             |
| Heinz | Nederland                             |
| Heroveringen | Frankrijk                             |
| Hertog Lieverlui dan Moe | Nederland                             |
| Het boek der onsterfelijken | Frankrijk                             |
| Het dagboek van Cerise | Frankrijk                             |
| Het dagboek van een bos | België                                |
| Het dagboek van Marion | Nederland                             |
| Het Felix Flux Museum | Nederland                             |
| Het laatste jungleboek | België                                |
| Het land van langvergeten | Frankrijk                             |
| Het maagdenbos | België                                |
| Het meisje van de Yukon | Frankrijk                             |
| Het Plezante Cirkus | België                                |
| Het tiende volk | Frankrijk                             |
| Hellblazer | Verenigde Staten                      |
| Hi no Tori | Japan                                 |
| Hidamari no Ki | Japan                                 |
| High School Generation | België                                |
| Hij die tweemaal geboren werd | Zwitserland                           |
| Hilda | Verenigd Koninkrijk                   |
| Hispañola | Frankrijk                             |
| Historische personages | Frankrijk                             |
| Hoempa Pa | Frankrijk                             |
| Hoeraland | Frankrijk                             |
| Holle Pinkel | Nederland                             |
| Horre, Harm en Hella | Nederland                             |
| Hotel Nevelzicht | Nederland                             |
| Hourou musuko | Japan                                 |
| Houten hoofd | België                                |
| Howard Flynn | België                                |
| Hugo | België                                |
| Huon de Neveling | Nederland                             |
| Hulk | Verenigde Staten                      |
| Hullie | Nederland                             |
| Hultrasson | België                                |
| Hunter × Hunter | Japan                                 |
| I.L | Japan                                 |
| I.R.$. | België                                |
| Ian Kaledine | België                                |
| Idéfix en de onverzettelijken | Frankrijk                             |
| Ikigami | Japan                                 |
| Ikki Mandara | Japan                                 |
| Il grande Blek | Italië                                |
| Il Piccolo Ranger | Italië                                |
| In de Schaduw van de Zon | Nieuw-Zeeland                         |
| Indiana Jonesstrip | Verenigde Staten                      |
| Indianenreeks | Nederland                             |
| Indian Summer | Italië                                |
| Infinite Crisis | Verenigde Staten                      |
| Initial D | Japan                                 |
| Insecten | Frankrijk                             |
| Inspecteur Bayard | Frankrijk                             |
| InuYasha | Japan                                 |
| Irons | Frankrijk                             |
| Isaac de Piraat | Frankrijk                             |
| Isabel | België                                |
| Ivanhoe | Frankrijk, Nederland                  |
| Ivor | België                                |
| Iznogoedh | Frankrijk                             |
| J.ROM - Force of Gold | België                                |
| Jaap | België                                |
| Jack Diamond | België                                |
| Jackson | België                                |
| Jacques Vermeire | België                                |
| Jaguar | België                                |
| Jakke en Silvester | België                                |
| James Bond | Verenigd Koninkrijk                   |
| James Healer | Italië                                |
| Jan, Jans en de kinderen | Nederland                             |
| Jan Kordaat | België                                |
| Jane | Verenigd Koninkrijk                   |
| Jane Bond, geheim agente | Verenigd Koninkrijk                   |
| January Jones | Nederland                             |
| Jari | Frankrijk                             |
| Jean-Pierre | Nederland                             |
| Jeff Arnold | Verenigd Koninkrijk                   |
| Jeff Hawke | Verenigd Koninkrijk                   |
| Jennifer Scott | Nederland                             |
| Jeremiah | België                                |
| Jerom | België                                |
| Jerome K. Jerome Bloks | Frankrijk                             |
| Jerry Spring | België                                |
| Jess Long | België                                |
| Jessica Blandy | België                                |
| Jessie Jane | België                                |
| Jim Cutlass | Frankrijk                             |
| Jimmy Boy | België                                |
| Jimmy van Doren | België                                |
| Jo, Suus en Jokko | België                                |
| Jody Barton | België                                |
| Joe Bar Team | Frankrijk                             |
| Johan en Pirrewiet | België                                |
| Johan Pikbroek | Frankrijk                             |
| Johnny Goodbye | België                                |
| Jojo | België                                |
| JoJo's Bizarre Adventure | Japan                                 |
| Jommeke | België                                |
| Jonah Hex | Verenigde Staten                      |
| Jonathan | Zwitserland                           |
| Jonathan Cartland | Frankrijk                             |
| Jonne | Nederland                             |
| Joop Klepzeiker | Nederland                             |
| Joris P.K. | Nederland                             |
| Joris Valckenier | Nederland                             |
| Judge Dredd | Verenigd Koninkrijk                   |
| Jugurtha | België                                |
| Julie, Klaartje en Cécile | België                                |
| Julie Wood | Frankrijk                             |
| Julius Hofnar | Nederland                             |
| Jump | België                                |
| Jungle Emperor | Japan                                 |
| Jurre & Sip | Nederland                             |
| Jylland | Polen, Frankrijk                      |
| Kaamelott | Frankrijk                             |
| Kabouter Wesley | België                                |
| Kapitein Bakbaard | België                                |
| Kapitein Rijkers | Nederland                             |
| Kapitein Rob | Nederland                             |
| Kapitein Sabel | Frankrijk                             |
| Kappie (Toonder) | Nederland                             |
| Kappie (zeemeeuw) | Nederland                             |
| Karaat | Frankrijk                             |
| Karga | België                                |
| Kari Lente | België                                |
| Karl May | België                                |
| Kasper | België                                |
| Katamarom | België                                |
| Katoen + Pinbal | Nederland                             |
| Kenichi | Japan                                 |
| Keos | Frankrijk                             |
| Ketelbinkie | Nederland                             |
| Ketje en Co | België                                |
| Khany | België                                |
| Kick Wilstra | Nederland                             |
| Kid Colt | Verenigde Staten                      |
| Kid Paddle | België                                |
| Kiekeboes, De | België                                |
| Kim | België                                |
| Kinderen in het verzet | België                                |
| Kinky & Cosy | België                                |
| Kitty | België                                |
| Kitty Beaufort | Frankrijk                             |
| Kleine Boze Wolf | Verenigde Staten, Nederland           |
| Kleine Hiawatha | Verenigde Staten, Nederland           |
| Knipoogje (stripreeks) | België                                |
| Knuckles the Echidna | Verenigde Staten                      |
| Kobe de Koe | België                                |
| Kodomo no Jikan | Japan                                 |
| Kogaratsu | België                                |
| Kollektivet | Noorwegen                             |
| Koning Hollewijn | Nederland                             |
| Konvooi | Frankrijk                             |
| Korrigan | België                                |
| Kowalsky | België                                |
| Kraaienhove | Nederland                             |
| Kramikske | België                                |
| Krasse Knarren | Frankrijk                             |
| Krazy Kat | Verenigde Staten                      |
| Kruistocht | Frankrijk                             |
| Kuifje, De avonturen van | België                                |
| Kuki no Soko | Japan                                 |
| Kwaïdan | KOR                                   |
| Kwik en Flupke | België                                |
| Lady S. | België                                |
| Lance Barton | Nederland                             |
| Lanfeust | Frankrijk                             |
| Langteen en Schommelbuik | België                                |
| Largo Winch - Het Fortuin van de Winczlavs | België                                |
| Lars! | België                                |
| Laurel en Hardy Classics | Verenigde Staten                      |
| Lefranc - De reportages van Lefranc | Frankrijk                             |
| Legende | België                                |
| Leonardo | België                                |
| Lester Cockney | België                                |
| Liberty Meadows | Verenigde Staten                      |
| Liefde en geluk | Nederland                             |
| Linke Loetje | Verenigd Koninkrijk                   |
| Little Nemo in Slumberland | Verenigde Staten                      |
| Little Sammy Sneeze | Verenigde Staten                      |
| Lodewijk | Nederland                             |
| Loïc Francoeur | Frankrijk                             |
| Loïs | Frankrijk                             |
| Lokje | Frankrijk                             |
| Lone Wolf and Cub | Japan                                 |
| Long John Silver | Frankrijk                             |
| Lost World | Japan                                 |
| Lotusbloem | België                                |
| Lou Smog | België                                |
| Lova | België                                |
| Love Hina | Japan                                 |
| Lowietje | België                                |
| Loxie & Zoot | Australië                             |
| Luc Junior | Frankrijk                             |
| Luc Orient | België                                |
| Lucky Luke - De avonturen van Kid Lucky - Rataplan | België                                |
| Lucy | Frankrijk                             |
| Ludwig B | Japan                                 |
| Luitenant Blueberry | Frankrijk                             |
| Luka | België                                |
| Lulu en Nelson | Frankrijk                             |
| Luuk Sterrekers | België                                |
| M-Kids | België                                |
| Maaike's Dagboekje | Nederland                             |
| Maarten Milaan | Frankrijk                             |
| Maartje | Nederland                             |
| Mac Coy | Frankrijk                             |
| Madam & Eve | Zuid-Afrika                           |
| Madila | België                                |
| Mafalda | Argentinië                            |
| Magasin Général | Frankrijk                             |
| Maggy Garrisson | Frankrijk                             |
| Magic Kaito | Japan                                 |
| Mahoromatic | Japan                                 |
| Maid Sama! | Japan                                 |
| Maison Ikkoku | Japan                                 |
| Makabi | België                                |
| Malafide | België                                |
| Malefosse | Frankrijk                             |
| Malleus | Nederland                             |
| Malheig | Frankrijk                             |
| Malorix | Nederland                             |
| Mandrake the Magician | Verenigde Staten                      |
| Mannetje & Mannetje | Nederland                             |
| Maria-sama ga Miteru | Japan                                 |
| Margo en Oscar Pluis | België                                |
| Marmaduke | Verenigde Staten                      |
| Marshal Bass | Kroatië                               |
| Marsu Kids | België                                |
| Marsupilami - Marsu Kids | België                                |
| Martin Evans | Nederland                             |
| Martin Mystère | Italië                                |
| Marzi | Frankrijk                             |
| Mata Mata et Pili Pili | Zaïre                                 |
| Matho Tonga | Nederland                             |
| Matt Marriott | Verenigd Koninkrijk                   |
| Maurits Cornelis van Esk, gevangen in dromen | Frankrijk                             |
| Maus | Verenigde Staten                      |
| Max Faccioni | België                                |
| Max Miller | Nederland                             |
| Max und Moritz | Duitsland                             |
| Meccano | Nederland                             |
| Medina | België                                |
| Meester Mus | België                                |
| Mega Mindy | België                                |
| Melisande | België                                |
| Meneer Johan | Frankrijk                             |
| Meneer Edouard | België                                |
| Meneerke Peeters | België                                |
| Merlijn | Frankrijk                             |
| Message to Adolf | Japan                                 |
| Met Langteen en Schommelbuik voorwaarts | België                                |
| Metro 2033 | Nederland                             |
| Metropoles | België                                |
| Metropolis | Japan                                 |
| Mevrouw de Heks | Nederland                             |
| Michaël | België                                |
| Michel Vaillant | België                                |
| Mick Mac Adam | België                                |
| Mickey Mouse | Verenigde Staten                      |
| Midori no Hibi | Japan                                 |
| Mieleke Melleke Mol | België                                |
| Mijnheer Prikkebeen | Nederland                             |
| Mik | Nederland                             |
| Millennium | Frankrijk                             |
| Miltons dromen | België                                |
| Minions | België                                |
| Minnolt | België                                |
| Minter en Hinter | Nederland                             |
| Miraijin Kaos | Japan                                 |
| Mister Black | België                                |
| Mitsume ga Tooru | Japan                                 |
| Modesty Blaise | Verenigd Koninkrijk                   |
| Modou de Zigeunerin | Frankrijk                             |
| Mokie en Popie | Frankrijk                             |
| Monster | Japan                                 |
| Monster Allergy | Italië                                |
| Mooie navels | Canada                                |
| Mr. Kweeniewa en Geniale Olivier | België                                |
| Mr. Magellan | België                                |
| Murena | België                                |
| Muriel en Schroefje | België                                |
| Mushishi | Japan                                 |
| Mussengang | Nederland                             |
| Mutts | Verenigde Staten                      |
| MW | Japan                                 |
| Myra van Dijk | Nederland                             |
| Naar gravin de Ségur | België                                |
| Nahomi | België                                |
| Nana | Japan                                 |
| Nana-iro Inko | Japan                                 |
| Natasja | België                                |
| Nathalie | België                                |
| Negima!: Magister Negi Magi | Japan                                 |
| Nelson | Zwitserland                           |
| Nemi | Noorwegen                             |
| Neo Faust | Japan                                 |
| Nero | België                                |
| Nestor Burma | Frankrijk                             |
| Nicky Saxx | Nederland                             |
| Niet zo, maar zo! | Nederland                             |
| Niklos Koda | België                                |
| Nikopol-trilogie | Frankrijk                             |
| Niky | België                                |
| Ningen domo atsumare! | Japan                                 |
| Nino | België                                |
| Non Non Biyori | Japan                                 |
| Nonkel Zigomar, Snoe en Snolleke | België                                |
| Noortje | Nederland                             |
| Norman | Japan                                 |
| Nozzman | Nederland                             |
| Nr. 91 Stomperud | Noorwegen                             |
| Ocke Ockinga (Okke Okkinga) | Nederland                             |
| Ode aan Kirihito | Japan                                 |
| Oerm | Verenigde Staten                      |
| Oh! Lieve hemel | België                                |
| Okko | Frankrijk                             |
| Oknam | Frankrijk                             |
| Oktaaf Keunink | België                                |
| Oktoknopie | Nederland                             |
| Olaf Noord | Nederland                             |
| Olac de Gladiator | Nederland, Verenigd Koninkrijk        |
| Olivier Blunder | België                                |
| Olivier Varese | Italië                                |
| Olle Kapoen | Nederland                             |
| One Piece | Japan                                 |
| Onklopbaar | Frankrijk                             |
| Oom Dagobert, avonturen van een Steenrijke Eend | Verenigde Staten                      |
| Oorlog en liefde | Frankrijk                             |
| Op kamers | Frankrijk                             |
| Op zoek naar de tijdvogel | Frankrijk                             |
| Op zoek naar Venus | België                                |
| Opa | Nederland                             |
| Opa | België                                |
| Opus | Verenigde Staten                      |
| Orbital | België, Frankrijk                     |
| Orion | Frankrijk                             |
| Orphanimo!! | België                                |
| Oscar en Isidoor | Frankrijk                             |
| Otto (Belgische stripreeks) | België                                |
| Otto (Nederlandse stripreeks) | Nederland                             |
| Otto, Olivier en Oscar | Nederland, België                     |
| Over de grenzen van de tijd... | Frankrijk                             |
| Overlevenden | Frankrijk                             |
| Outland | Verenigde Staten                      |
| Ouwe Niek & Zwartbaard | België                                |
| Ozy and Millie | Verenigde Staten                      |
| Pa Pinkelman, De avonturen van | Nederland                             |
| Pacush Blues | Frankrijk                             |
| Paddy & Bunty | België                                |
| Paling en Ko | Spanje                                |
| Panda | Nederland                             |
| Pandora box | België                                |
| Pantoffel | België                                |
| Papyrus | België                                |
| Paradise Kiss | Japan                                 |
| Pardon Lul | Nederland                             |
| Parker en Badger | Frankrijk                             |
| Patamoes | Frankrijk                             |
| Patje van het Groenewoud | Frankrijk                             |
| Pats | België                                |
| Paul Temple | Verenigd Koninkrijk                   |
| Paulus de Boskabouter | Nederland                             |
| Peanuts | Verenigde Staten                      |
| Pechvogel | België                                |
| Peer de Plintkabouter | Nederland                             |
| Peter Pan | Frankrijk                             |
| Peggy | Nederland                             |
| Pema Ling | Frankrijk                             |
| Pepper & Carrot | Frankrijk                             |
| Philémon | Frankrijk                             |
| Piet & Riet van de Buis | Nederland                             |
| Piet Fluwijn en Bolleke | België                                |
| Piet Pienter en Bert Bibber | België                                |
| Pietje Pech | Verenigde Staten                      |
| Pim, Pam en Pluis | Nederland                             |
| Pinkie Pienter | Nederland                             |
| Pinky | Italië                                |
| Pinnie en Tinnie | Frankrijk                             |
| Pipo de Clown | Nederland                             |
| Pit en Puf | België                                |
| Pitch | België                                |
| Pits en Kaliber | België                                |
| Piwo | België                                |
| Plankgas en Plastronneke | België                                |
| Plunk! | België                                |
| Pluto | Nederland                             |
| Poesie | België                                |
| Poezekat | België                                |
| Pogo | Verenigde Staten                      |
| Pokémon Adventures | Japan                                 |
| Pokervrouw | België                                |
| Pol, Pel en Pingo | Denemarken                            |
| Polletje Pluim | Nederland                             |
| Pollopof | België                                |
| Polstar | Frankrijk                             |
| Pondus | Noorwegen                             |
| Pom en Teddy | België                                |
| Popeye | Verenigde Staten                      |
| Precinct 77 | België                                |
| Premolaar | Frankrijk                             |
| Prétear | Japan                                 |
| Princess Jellyfish | Japan                                 |
| Prins Valiant | Verenigde Staten                      |
| Professor Créghel | Nederland                             |
| Professor Palmboom | Nederland                             |
| Professor Stratus | België                                |
| Prut Pruts Private Kreye | Nederland                             |
| Puk en Poppedijn | Nederland                             |
| Pukkels | Verenigde Staten                      |
| Punisher | Verenigde Staten                      |
| Purper | Frankrijk                             |
| Pussloose | Nederland                             |
| PvP | Verenigde Staten                      |
| Quetzalcoatl | Frankrijk                             |
| Quick & Flupke | België                                |
| Quintett | Frankrijk                             |
| Radio Gaga | Noorwegen                             |
| Ragebol | België                                |
| Rakker | Verenigde Staten                      |
| Ramiro | België                                |
| Rampokan | Nederland                             |
| Ranma ½ | Japan                                 |
| Rataplan | België                                |
| Rattekopje | België                                |
| Ramiro | België                                |
| Rani | België                                |
| Ranx | Italië                                |
| Ravian | België                                |
| Ray Banana | Frankrijk                             |
| Red Rat | Nederland                             |
| Red Road | Zwitserland                           |
| Red Ryder | Verenigde Staten                      |
| Reinhart, de eenzame ridder | België                                |
| Reis naar Italië | Zwitserland                           |
| Reiziger | Frankrijk                             |
| Requiem | België                                |
| Requiem de Vampierridder | Frankrijk                             |
| Retep | Nederland                             |
| Rhonda | Nederland                             |
| Ribon no Kishi | Japan                                 |
| Richie Rich | Verenigde Staten                      |
| Rick Rolluik | Nederland                             |
| Ridder Roodhart | Nederland                             |
| Ridder Walder | België                                |
| Rik, Clio en Pluk | België                                |
| Rik Ringers | België                                |
| Rip Kirby | Verenigde Staten                      |
| Rob van de Rovers | Verenigd Koninkrijk                   |
| Robbedoes en Kwabbernoot - Marsupilami - De Kleine Robbe - Rommelgem - Supergroom - Zwendel - Marsu Kids | België                                |
| Robert en Bertrand | België                                |
| Robin Hoed | België                                |
| Rock Bokenki | Japan                                 |
| Rock Derby | België                                |
| Roco Vargas, De sterre-avonturen van | Spanje                                |
| Rode Ridder, De | België                                |
| Roel Dijkstra | Nederland                             |
| Roel en zijn beestenboel - Bokkies voor Bokkies | Nederland                             |
| Roeltje en de Elaoin | België                                |
| Rogon de witte wolf | Frankrijk                             |
| Rolf Karsten | Spanje                                |
| Romeo Brown | Verenigd Koninkrijk                   |
| Rommelgem | België                                |
| Ronde van Frankrijk | België                                |
| Ronnie Hansen | België                                |
| Ronson Inc | Nederland                             |
| Roodbaard, De jonge jaren van Roodbaard | België, Frankrijk                     |
| Roodmasker | Frankrijk                             |
| Rooie Oortjes | België                                |
| Rork | Duitsland                             |
| Rosario + Vampire | Japan                                 |
| Rourke | België                                |
| Roze Bottel | België                                |
| Rubine | België                                |
| Rud Hart | België                                |
| Rurouni Kenshin | Japan                                 |
| Russ Bender | Nederland                             |
| S1NGLE | Nederland                             |
| Sabrina the Teenage Witch (stripserie) | Verenigde Staten                      |
| Safari | België                                |
| Saga Valta | Frankrijk                             |
| Saint Seiya | Japan                                 |
| Saint Young Men | Japan                                 |
| Sam | België                                |
| Samber | België                                |
| Sammy | België                                |
| Samoerai | België                                |
| Samson en Gert | België                                |
| Sandman | Verenigde Staten                      |
| Sarah | Frankrijk                             |
| Sarah & Robin | België                                |
| Sarah Spits | België                                |
| Sarutobi | Japan                                 |
| SAS | Frankrijk                             |
| Say Hello to Black Jack | Japan                                 |
| Sazae-san | Japan                                 |
| Scarlet Traces | Verenigd Koninkrijk                   |
| Scarth | Verenigd Koninkrijk                   |
| Schaduwland | Frankrijk                             |
| Schipbreuk in de tijd | Frankrijk                             |
| Scott Pilgrim | Canada                                |
| Scribbly | Nederland                             |
| Scurry | Verenigde Staten                      |
| Secret Wars | Verenigde Staten                      |
| Sekirei | Japan                                 |
| Senne & Sanne | België                                |
| Servitude | Frankrijk                             |
| Shadow banking | Frankrijk                             |
| Shaman King | Japan                                 |
| Shane | Frankrijk                             |
| She-Hulk | Verenigde Staten                      |
| Shugo Chara! | Japan                                 |
| Sigmund | Nederland                             |
| Silex files | België                                |
| Simon Langarm | Spanje                                |
| Simon van de rivier | Frankrijk                             |
| Simon's Cat | Verenigd Koninkrijk                   |
| Sin City | Verenigde Staten                      |
| Sisco | België                                |
| Sjef van Oekel | Nederland                             |
| Sjors en Sjimmie | Nederland                             |
| Skblllz | België                                |
| Sky Doll | Italië                                |
| Slam Dunk | Japan                                 |
| Sloeber | België                                |
| Smørbukk | Noorwegen                             |
| Smurfen, De | België                                |
| Sneek | Nederland                             |
| Sneeuw | België                                |
| Snippers | Nederland                             |
| Snoesje | België                                |
| Snoopy | Verenigde Staten                      |
| Snorkels | België                                |
| Soda | België                                |
| Soeperman | Nederland                             |
| Solo | Spanje                                |
| Sophie | België                                |
| Space Mounties | Frankrijk                             |
| Spaghetti | België                                |
| Spawn | Verenigde Staten                      |
| Spekkie Big | Nederland                             |
| Spervuur | België                                |
| Spider-Man | Verenigde Staten                      |
| Spoon & White | Frankrijk                             |
| Spot Morton | Nederland                             |
| Spring | België                                |
| Sprookjes in Beeld | Nederland                             |
| Spy vs. Spy | Verenigde Staten                      |
| Squid Girl | Japan                                 |
| Stadsvertellingen | Frankrijk                             |
| Stamgasten | Nederland                             |
| Stany Derval | België                                |
| Starter | België                                |
| Stef Ardoba | Nederland                             |
| Stefan (alternatieve naam van Cédric) | België                                |
| Steve Drake | Spanje                                |
| Steven Severijn | België, Nederland                     |
| Steven Sterk | België                                |
| Stoppeltje | België                                |
| Storm - Kronieken van de Tussentijd - Kronieken van Roodhaar | Verenigd Koninkrijk, Nederland        |
| Student Tijloos | Nederland                             |
| Supergroom | België                                |
| Superman | Verenigde Staten                      |
| Surcouf | België                                |
| Suske en Wiske - Jerom - De grappen van Lambik (oude reeks) - De grappen van Lambik (nieuwe reeks) - Schanulleke - Klein Suske en Wiske - Suske en Wiske Junior - Amoras - De kronieken van Amoras - J.ROM - Force of Gold | België                                |
| Suus & Sas | Nederland                             |
| Swamp Thing (DC Comics) | Verenigde Staten                      |
| Swamp Thing | Nederland                             |
| Sweet Tooth | Verenigde Staten                      |
| 't Prinske | België                                |
| Ta-Ar | Frankrijk                             |
| Taka Takata | België                                |
| Tamara | België                                |
| Tandori | Frankrijk                             |
| Tango | Frankrijk                             |
| Tangy en Laverdure | Frankrijk                             |
| Tarawa, het bloedige atol | België                                |
| Tarzan | Verenigde Staten                      |
| Teenage Mutant Ninja Turtles | Verenigde Staten                      |
| Tekko Taks | Nederland                             |
| Terreur | België                                |
| Territorium | Frankrijk                             |
| Terry and the pirates | Verenigde Staten                      |
| Tex Willer | Italië                                |
| The 99 | Koeweit                               |
| The Adventures of Little Andy Royd | Nederland                             |
| The Black Hawk Line | Nederland                             |
| The Book of Human Insects | Japan                                 |
| The Crater | Japan                                 |
| The Crow | Verenigde Staten                      |
| The Far Side | Verenigde Staten                      |
| The Heart of Juliet Jones | Verenigde Staten                      |
| The Katzenjammer Kids | Verenigde Staten                      |
| The Larks | Verenigd Koninkrijk                   |
| The League of Extraordinary Gentlemen | Verenigde Staten, Verenigd Koninkrijk |
| The Mask | Verenigde Staten                      |
| The Perishers | Verenigd Koninkrijk                   |
| The Phantom | Verenigde Staten                      |
| The Rose of Versailles | Japan                                 |
| The Seekers | Verenigd Koninkrijk                   |
| The Surrogates | Verenigde Staten                      |
| The Upside Downs of Little Lady Lovekins and Old Man Muffaroo | Verenigde Staten                      |
| The Walking Dead | Verenigde Staten                      |
| The Yellow Kid | Verenigde Staten                      |
| Theodoor Cleysters | Frankrijk                             |
| Thijs IJs | Nederland                             |
| Thomas Noland | België                                |
| Thomas Pips | België                                |
| Thorgal - De werelden van Thorgal | België                                |
| Thunderhawks | Nieuw-Zeeland                         |
| Tiffany Jones | Verenigd Koninkrijk                   |
| Tijl Uilenspiegel | België                                |
| Tim Roy |                                       |
| Tina | Verenigd Koninkrijk, Nederland        |
| Tinus Trotyl | Nederland                             |
| Tits | België                                |
| Titeuf | Zwitserland                           |
| TNT | België                                |
| Toenga | België                                |
| Tokyo Mew Mew | Japan                                 |
| Tom Carbon | België                                |
| Tom en Jerry | Verenigde Staten                      |
| Tom Poes | Nederland                             |
| Tommeke, De avonturen van | België                                |
| Ton en Tineke | België                                |
| Toon Ladder | Nederland                             |
| Toosje Tontel | Frankrijk                             |
| Tootootje | Nederland                             |
| Torpedo 1936 | Spanje                                |
| Totor, P.L. van de Meikevers | België                                |
| Tovenarij | Spanje                                |
| Trailer Trash | Verenigde Staten                      |
| Tramp | Frankrijk                             |
| Transformers | Verenigde Staten                      |
| Transmetropolitan | Verenigde Staten                      |
| Trent | Frankrijk                             |
| Trigië (Opkomst en ondergang van het keizerrijk) | Verenigd Koninkrijk                   |
| Trigun | Japan                                 |
| Tristan - De reizen van Tristan | Frankrijk                             |
| Trollen van troy | Frankrijk                             |
| Tullus | Verenigde Staten                      |
| Turma da Mônica | Brazilië                              |
| Tyndall | België                                |
| Tytus, Romek i A’Tomek | Polen                                 |
| U.S. Acres | Verenigde Staten                      |
| Ue o shita he no Diletta | Japan                                 |
| Ukkie | Nederland                             |
| Umi no Triton | Japan                                 |
| Undertaker | Frankrijk                             |
| Unico | Japan                                 |
| Universal War One | Frankrijk                             |
| Urbanus | België                                |
| Urusei Yatsura | Japan                                 |
| Ugaki de samoerai | Frankrijk                             |
| V for Vendetta | Verenigd Koninkrijk                   |
| Vader & Zoon | Nederland                             |
| Valcourt | België                                |
| Vampire knight | Japan                                 |
| Van Nul tot Nu | Nederland                             |
| Van Rossem | België                                |
| Vangsgutane | Noorwegen                             |
| Vasco | Frankrijk                             |
| Verdwaald in het Verleden | België                                |
| Vergeten jungle | België                                |
| Verloren paradijs | Frankrijk                             |
| Verowin | Nederland                             |
| Vertongen & Co | België                                |
| Victor & Vishnu | Nederland                             |
| Victor Sackville | België                                |
| Vidocq | Nederland                             |
| Vijftien en een ½ | Nederland                             |
| Vinland Saga | Japan                                 |
| Violine | Frankrijk                             |
| Viva Zapapa | Nederland                             |
| Vlad | België                                |
| Vlooienbaal | België                                |
| Volle melk | België                                |
| Vrouwen in 't Wit | België                                |
| W817 | België                                |
| W.I.T.C.H. | Italië                                |
| Waanzin-Waanzuit | Frankrijk                             |
| Wallestein het Monster | Italië                                |
| Ward | Nederland                             |
| Watashi ga Motenai no wa Dō Kangaetemo Omaera ga Warui! | Japan                                 |
| Watchmen | Verenigde Staten                      |
| Waterland | België                                |
| Wayne Shelton | België                                |
| Wendy and Jinx | Verenigd Koninkrijk                   |
| Wendy Whitebread | Verenigde Staten                      |
| Wetamo | Nederland                             |
| Whisper of the Heart | Japan                                 |
| Wibo & Gorp | Nederland                             |
| Wilbur en Mimosa | Frankrijk                             |
| Wild West | Italië                                |
| Willeke | België                                |
| Willem Peper | Nederland                             |
| Willems Wereld | Nederland                             |
| Winnetou | Spanje                                |
| Wipperoen | Nederland                             |
| Wisher | Frankrijk                             |
| Witchblade | Verenigde Staten                      |
| Witte Horizon | België                                |
| Witte's dagboek | Nederland                             |
| Witte Tijgerin | Frankrijk                             |
| Wolf | België                                |
| Wollodrïn | Frankrijk                             |
| Wolverine | Verenigde Staten                      |
| X!nk | België                                |
| XIII | België                                |
| X-Men | Verenigde Staten                      |
| Yakari | Zwitserland                           |
| Yalek | België                                |
| Yann de zwerver | Frankrijk                             |
| Yin yang | België                                |
| Yoake Shiro | Japan                                 |
| Yogi Beer | Verenigde Staten                      |
| Yoko Tsuno | België                                |
| Yoni | België                                |
| Yonkoma | Japan                                 |
| Yorik | België                                |
| Your Lie in April | Japan                                 |
| Ype | Nederland                             |
| Ythaq | Frankrijk                             |
| Yu-Gi-Oh! | Japan                                 |
| Yu Yu Hakusho | Japan                                 |
| Zelfmoordkonijntjes | Verenigd Koninkrijk                   |
| Zeven | Frankrijk                             |
| Zig et Puce | Frankrijk                             |
| Zilverpijl | België                                |
| Zilveren Vlam | België                                |
| Zodiak | Nederland                             |
| Zoo | België                                |
| Zorro | Verenigde Staten, Nederland           |
| Zusje | Nederland                             |
| Zuster Maria-Theresa van Scherpenheuvel | Frankrijk                             |
| Zwart bloed | België                                |
| Zwarte olijven | Frankrijk                             |
| Zwartkijken | België                                |
| Zwendel | België                                |
| Zwier de zwerver | Frankrijk                             |